# 御前岩
御前岩（ごぜんいわ）は、栃木県那珂川町大山田下郷の武茂川沿いにある女陰の形をした自然石・奇岩である。

## 概要
元禄5年徳川光圀が領内検分の折、御前岩を見て「これは誠に天下の奇岩じゃ」と驚き「かかるものを衆目にさらすことは、よろしからず」と土地の役人に命じ、御前岩の対岸に竹を植えさせた。この竹を湯文字笹（ゆもじざさ）と言い、現在でも武茂川沿いの国道461号から御前岩が直接見えないように遮っている。御前岩の上には小さな祠があり、そこには木や石で作った男根が奉納されており、子宝・安産・婦人病・五穀豊穣・商売繁盛・健康長寿に御利益があるといわれている。
また、かつては御前岩の中程の穴から霊水がしたたり落ち、月に一度月経のように変化して赤く濁ったといわれている。しかし、同町大内地区のサイマラ淵に御前岩と対となる男根の形をした「オンマラ様」と呼ばれる石があったが、明治時代末期にこの石が崩れて淵に沈んでしまって以降は、御前岩の霊水に変化は見られなくなってしまったそうである。

## その他
周辺の土産物店では、男根と女陰の形をした陰陽饅頭などが売られている。